# Proustite
La proustite est un minéral de la famille des sulfosels, de couleur rouge dont le nom a été donné en hommage à Joseph Louis Proust (1754-1826), chimiste français.
Comme de nombreux autres sulfates d'argent, il faut la conserver à l'abri de l'air et de la lumière afin d'éviter qu'elle noircisse.

## Caractéristiques physico-chimiques

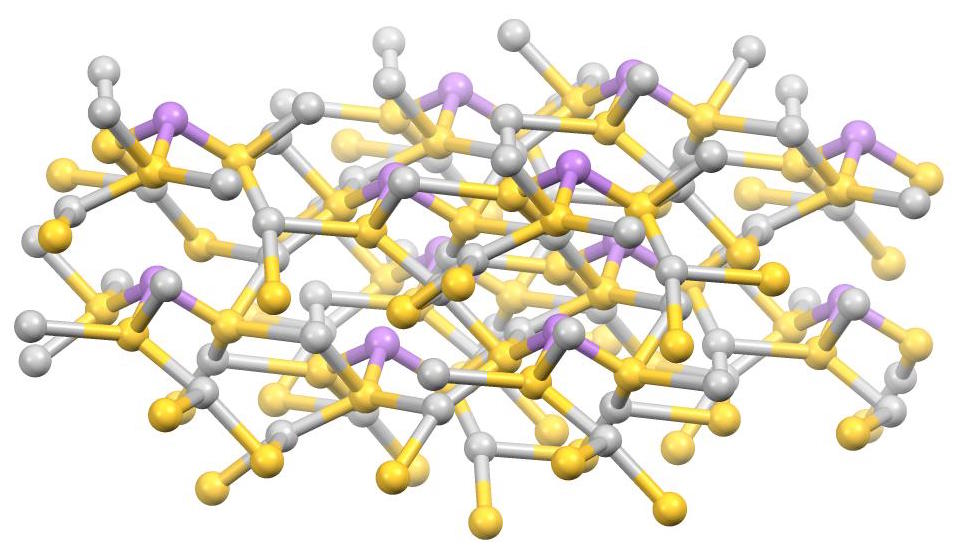
Structure de la proustite (Ag_{3}AsS_{3}), un sulfosel classique, qui peut être vu comme le dérivé Ag^{+} de [AsS_{3}]^{3−}. Les sulfosels possèdent de façon caractéristique des liaisons M-S-M', où M et M' sont différents métaux ou métalloïdes.

## Gîtes et gisements
- Allemagne (Annaberg, Aue, Marienberg)
- France (Chalanches)
- Chili (Chañarcillo)
- États-Unis
- Mexique (Chihuahua)

## Exploitation des gisements
Ce minéral est utilisé comme minerai d'argent ; il est de fait surnommé argent rouge.

## Galerie

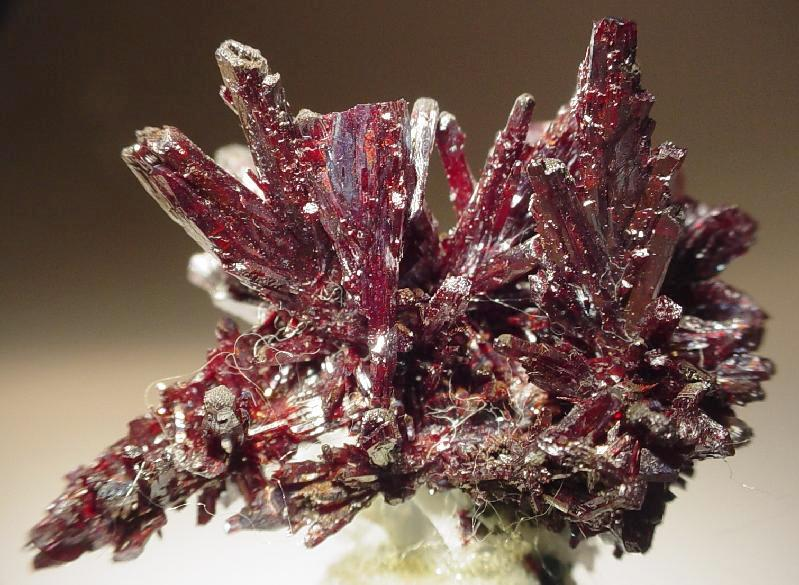
Région de Marienberg, monts Métallifères, Saxe, Allemagne, 2,7 × 1,9 × 1,6 cm
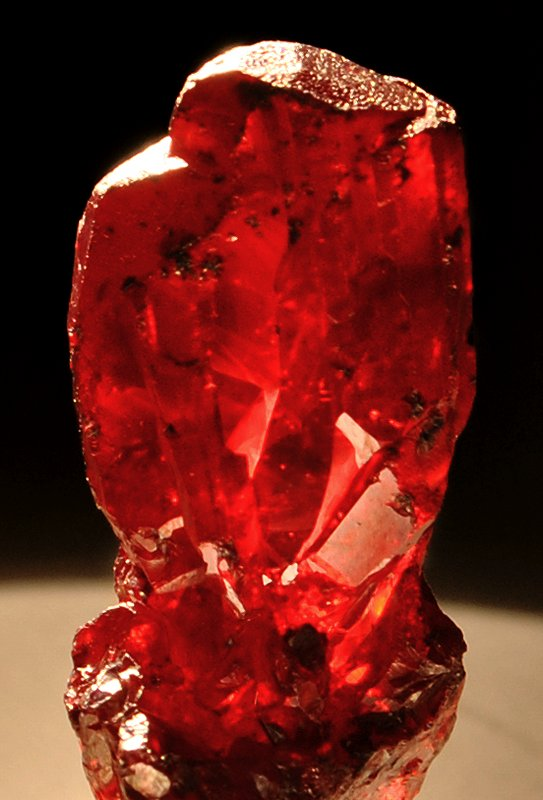
Schneeberg District, Erzgebirge, Saxe, Allemagne
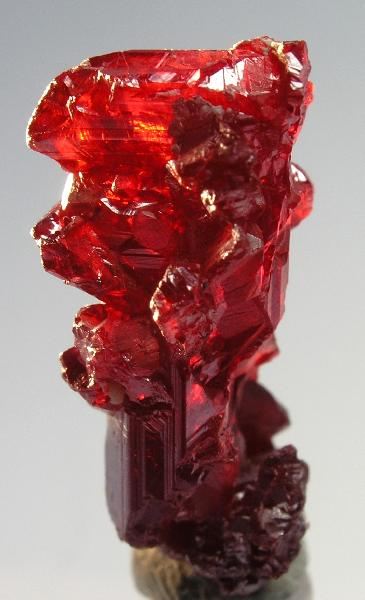
Schlema, Schlema-Hartenstein District, Erzgebirge, Saxe, Allemagne
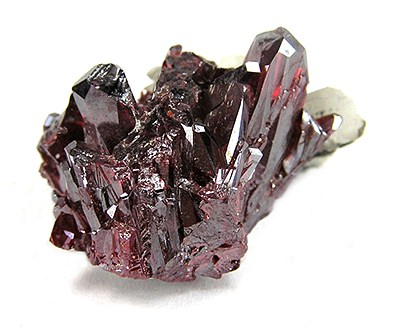
Chañarcillo, Copiapó Province, Atacama Region, Chili
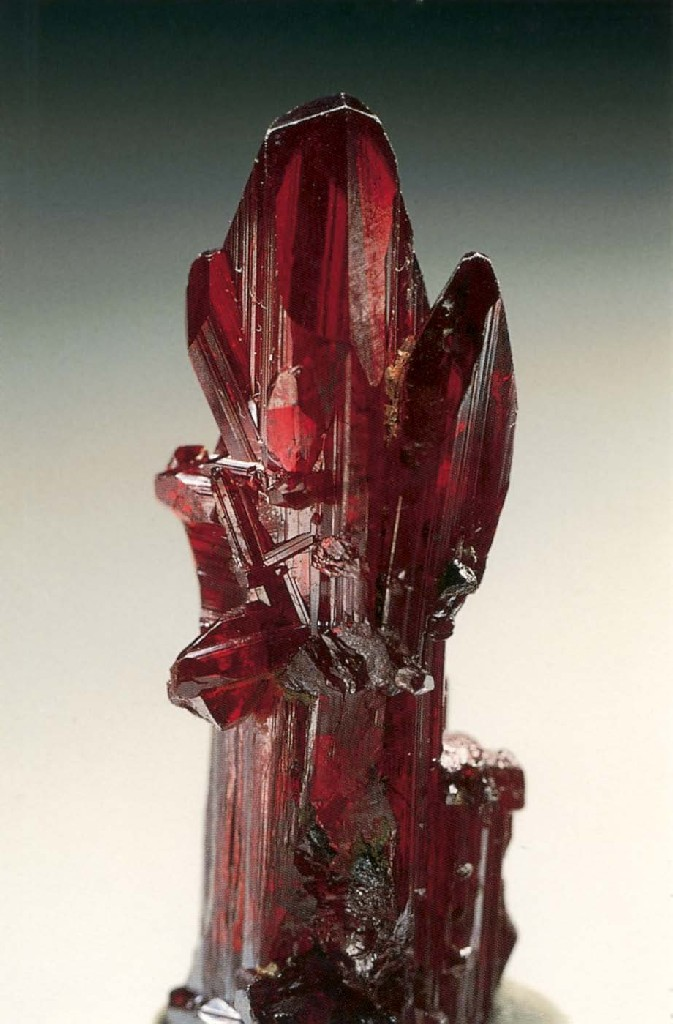
idem
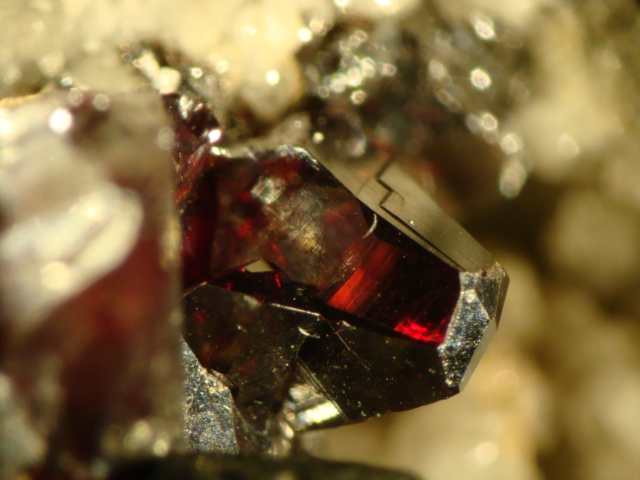
idem
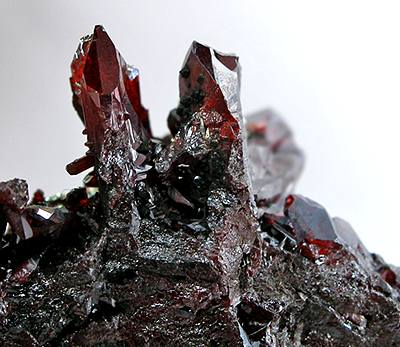
idem